# هیتون ورن
هیتون ورن (انگلیسی: Heaton Wrenn; ۱۸ ژانویهٔ ۱۹۰۰ – ۱۶ ژانویهٔ ۱۹۷۸) بازیکن راگبی ۱۵ نفره اهل ایالات متحده آمریکا بود.